# Charlotte Frederica a Prusiei
Prințesa Frederica Louise Wilhelmina Marianne Charlotte a Prusiei (21 iunie 1831 - 30 martie 1855) a fost   fiica cea mare a Prințului Albert al Prusiei și a soției lui, Prințesa Marianne a Olandei. A murit înainte ca soțul ei Georg de Saxa-Meiningen să devină Duce.

## Familie

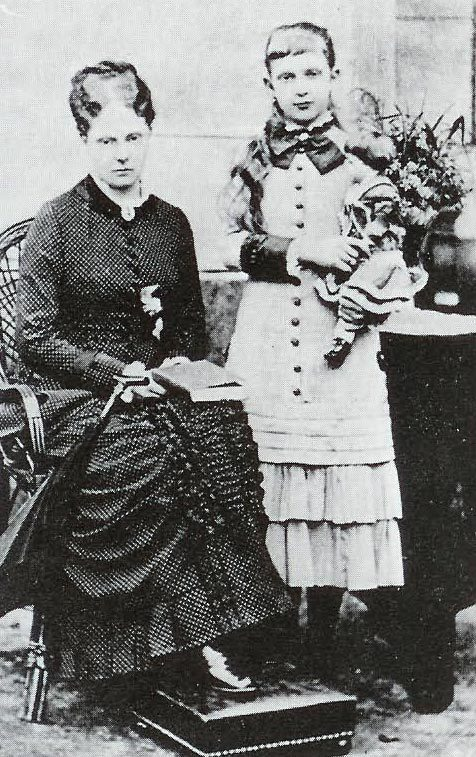
Charlotte (stânga) și sora sa mai mică Alexandrine.

Tatăl Charlottei era fiul mai mic al lui Frederic Wilhelm al III-lea al Prusiei și al Louisei de Mecklenburg-Strelitz. Mama ei era fiica lui Willem I al Olandei și a Wilhelminei de Prussia. Charlotte a fost sora Prințului Albert al Prusiei, mareșal prusac și mai târziu regent al ducatului de Brunswick.
Părinții ei au divorțat în 1848 și custodia Charlottei și a fraților ei a fost acordată tatălui. De fapt, regina Elisabeta Ludovica de Bavaria care nu avea copii, a avut grijă de ei.
Charlotte a avut talent la muzică și în tinerețe i-a avut profesori pe Wilhelm Taubert, Theodor Kullak și Julius Stern. A scris câteva marșuri militare, cântece și piese pentru pian. Fiica ei Prințesa Maria Elisabeta i-a moștenit interesul pentru muzică.

## Căsătorie și copii
La Charlottenburg, Charlotte s-a căsătorit cu Georg de Saxa-Meiningen la 18 mai 1850. El era singurul fiu al lui Bernhard al II-lea, Duce de Saxa-Meiningen și a Prințesei Marie Frederica de Hesse-Kassel. Printre cadourile de nuntă, tânărul cuplu a primit de la mama miresei o vilă pe malul lacului Como, redenumită „vila Carlotta”. Charlotte  și Georg au petrecut următorii cinci ani la Berlin și Potsdam însă s-au întors  la Meiningen pentru nașterea copiilor.
La 27 ianuarie 1855, al doilea fiu al lor a murit. Charlotte l-a urmat trei luni mai târziu printr-o complicație la naștere. Georg a rămas neconsolat însă în cele din urmă s-a recăsătorit cu Feodora de Hohenlohe-Langenburg. I-a succedat tatălui său ca Georg al II-lea, Duce de Saxa-Meiningen în 1866, la șapte ani după moartea Charlottei.